# Kandidaterne
Kandidaterne er en dansk dokumentarfilm fra 1998, der er instrueret af Michael Kristiansen og Jakob Kvist.

## Handling
Det er forår 1998. Valgkampen til Folketingsvalget er i fuld gang. Den siddende statsminister er Socialdemokratiets Poul Nyrup Rasmussen, udfordreren er Venstres formand Uffe Ellemann-Jensen. Som en flue på væggen følger denne dokumentarfilm de to kandidater både på scenen og i kulissen: helt ind i magtens centrum, hvor offentligheden og medierne normalt er forment adgang, på interne møder, hvor strategier aftales og meninger får frit løb. De to toppolitikeres duel om magten skildres gennem ekstreme og afgørende øjeblikke i en kort og hektisk valgkamp.